# Metacanthus calvus
Metacanthus calvus är en insektsart som först beskrevs av Mcatee 1919.  Metacanthus calvus ingår i släktet Metacanthus och familjen styltskinnbaggar. Inga underarter finns listade i Catalogue of Life.